# Aseriaru
Aseriaru est un village de 30 habitants de la Commune d'Aseri du Comté de Viru-Est en Estonie.